# Iuri Bezmenov
Iuri Alexandrovici Bezmenov (în rusă Ю́рий Алекса́ндрович Безме́нов; n. 1939 – d. 5 ianuarie 1993), cunoscut sub pseudonimul Tomas David Schuman, a fost un jurnalist sovietic pentru RIA Novosti și un fost informator KGB care a dezertat în Canada.
După ce a fost repartizat într-o secție consulară din India, Bezmenov a ajuns în cele din urmă să iubească oamenii și cultura Indiei. În același timp, a început să displacă represiunea sancționată de KGB a intelectualilor care nu erau de acord cu politicile Moscovei. A dezertat în Occident în 1970, unde a fost cel mai bine cunoscut pentru lecturile sale anticomuniste din anii '80.

## Viața timpurie și anii de studenție (1939–1963)
Bezmenov s-a născut în 1939 la Mîtișci, lângă Moscova, din părinți ruși. Tatăl său a fost un ofițer de rang înalt al armatei sovietice, ulterior pus în sarcina inspecției trupelor sovietice în țări străine (cum ar fi Mongolia și Cuba). Când Iurii avea șaptesprezece ani, acesta a fost admis la Institutul de Limbi Orientale, o parte a Universității de Stat din Moscova aflată sub controlul direct al KGB și al Comitetului Central Comunist. Pe lângă limbi, a studiat istoria, literatura și muzica și a devenit expert în cultura indiană. În al doilea an de studii, Bezmenov a fost instruit cum să se „integreze” cât mai ușor în societatea din India; profesorii săi au încurajat acest lucru deoarece absolvenții școlii erau angajați ca diplomați, jurnaliști străini sau spioni.
În calitate de student sovietic, i s-a cerut să urmeze instruire militară obligatorie, în cadrul căreia a învățat să joace „jocuri strategice de război” folosind hărțile altori state, precum și cum să interogheze prizonierii de război.

## Viață în India, munca de propagandă și deziluzie (1963–1970)
După absolvirea în 1963, Bezmenov a petrecut doi ani în India, lucrând ca traducător și ofițer de relații publice cu un grup sovietic de ajutor economic, care construia complexe de rafinărie.
În 1965, Bezmenov a fost revocat la Moscova și a început să lucreze pentru RIA Novosti ca ucenic pentru departamentul clasificat de „Publicări politice” (GRPP). El a descoperit curând că aproximativ trei sferturi din angajații RIA erau de fapt ofițeri KGB, restul fiind „cooptatori” sau scriitori și informatori KGB ca el însuși. Cu toate acestea, Bezmenov nu a scris adevărate articole independente, în schimb, Bezmenov a editat și plantat materiale de propagandă în mass-media străine și a însoțit delegații ale oaspeților RIA Novosti din țări străine în excursii în Uniunea Sovietică sau la conferințe internaționale organizate în Uniunea Sovietică.

După câteva luni, Bezmenov a fost nevoit să devină informator KGB în timp ce își păstra în continuare poziția de jurnalist RIA. Apoi a folosit îndatoririle sale jurnalistice pentru a ajuta la strângerea de informații și pentru a răspândi dezinformarea în țări străine în scopul propagandei și subversiunii sovietice. 
După cum am menționat anterior, expunerea la informații adevărate nu mai contează. O persoană care este demoralizată nu este în măsură să evalueze informațiile adevărate. Faptele nu-i spun nimic, chiar dacă i se face un „duș de informații”, cu dovadă autentică, documente și imagini... va refuza să creadă asta... Aceasta este tragedia situației de demoralizare.
 A urmat o promovarea rapidă, iar începând cu 1969, a devenit ofițer de presă sovietic și agent de relații publice pentru KGB. El a continuat eforturile de propagandă ale RIA Novosti la New Delhi, lucrând din ambasada sovietică. Bezmenov a fost îndrumat să stabilească încet, dar sigur, sfera sovietică de influență în India. În același an, o directivă secretă a Comitetului Central a deschis un nou departament secret în toate ambasadele Uniunii Sovietice din întreaga lume, intitulat „Grupul de cercetare și contrapropagandă”. Bezmenov a devenit adjunct al șefului acelui departament, care a strâns informații din surse precum informatori și agenți indieni, pe cetățeni influenți sau importanți politicieni din India.
Bezmenov a declarat că a fost instruit, de asemenea, să nu „piardă timpul” cu activiștii de stânga idealiști, deoarece aceștia vor deveni deziluziați, amărâți și contrariori atunci când își vor da seama de despre adevărata natură a comunismului sovietic. În acea perioadă, văzând din ce în ce mai mult sistemul sovietic ca fiind insidios și nemilos, Bezmenov a început planificarea atentă a dezertării în Occident.

## Dezertarea și viața în Canada (1970–1983)
Potrivit unei declarații furnizate poliției din Delhi de așa-numitul centru de informații sovietic, la 8 februarie 1970, Bezmenov a fost pregătit să vadă o proiecție a filmului american The Incident cu doi dintre colegii săi. Cu toate acestea, aceștia au fost anunțați la momentul respectiv că acesta nu și-a cumpărat biletul și le-a spus că se va alătura într-o clipă, încercând să cumpere unul în afara teatrului. Bezmenov nu s-a mai întors la cinematograf și s-a îmbrăcat în haine hippie, completate cu barbă și perucă, alăturându-se unui grup turistic. Pe această cale, a zburat la Atena, Grecia. Dezertarea sa a fost raportată în Statele Unite, surse sovietice afirmând că nu este eveniment „important”, pe când informatorii americani au afirmat deschis că îl considerau a fi un agent al KGB. După ce a contactat ambasada americană și a susținut interviuri ample cu serviciile de informații din Statele Unite, Agenția Centrală de Informații a putut să-l ajute pe Bezmenov să caute azil în Canada, acordat de administrația lui Pierre Trudeau. Pentru a-și „salva fața” cu rușinea unei dezertări în rândurile KGB, secția consulară din Delhi a raportat oficial că acesta a fost răpit, iar fiul său, ruda lui cea mai apropiată, a primit compensații financiare.
După ce a studiat științele politice la Universitatea din Toronto timp de doi ani și a lucrat la o fermă din Ontario timp de trei, în 1973, Bezmenov a fost angajat de către Corporația canadiană de radiodifuziune din Montreal, difuzând în Uniunea Sovietică ca parte a serviciului internațional CBC. Aici a cunoscut-o pe soția sa, Tess. În 1976, Bezmenov a părăsit CBC și a început jurnalismul liber. Mai târziu a devenit consultant pentru Panorama Almanac. Ulterior, Bezmenov a afirmat că KGB l-a folosit cu succes ambasadorul sovietic în Canada pentru a-l convinge pe premierul canadian Piere Trudeau să aplice presiune pentru a-l elimina din această poziție. El a mai susținut că a primit amenințări cu moartea din partea KGB.

## Literatura pro-americană și alte lucrări (Los Angeles, 1981–1986)
În 1983, la o prelegere din Los Angeles, Bezmenov și-a exprimat opinia că „nu ar fi surprins” dacă Uniunea Sovietică ar fi doborât zborul 007 al liniilor aeriene coreene pentru a-l ucide pe Larry McDonald, un membru democrat anticomunist al Camerei Reprezentanților din Statele Unite.

În 1984, a acordat un interviu pentru G. Edward Griffin. În acest interviu, Bezmenov a explicat metodele utilizate de KGB pentru subversiunea treptată a sistemului politic al Statelor Unite. 
 Accentul principal al KGB nu este deloc în domeniul inteligenței. Doar aproximativ 15% din timp, bani și forță de muncă sunt cheltuiți în spionaj și altele. Celălalte 85% sunt constituiete dintr-un proces lent pe care îl numim fie subversiune ideologică, fie „măsuri active”... sau război psihologic. 
 Sub pseudonimul, Tomas D. Schuman, Bezmenov a scris cartea Scrisoare de dragoste către America. Alte cărți ale lui Bezmenov sunt: No Novosti Is Good News, The World Thought Police, Black Is Beautiful, Communism Is Not.
În 1984, Washington Posta a raportat că Bezmenov a denunțat public admiterea unei nave de croazieră sovietică la Los Angeles în timpul Jocurilor Olimpice din 1984, precizând că aceasta nu a fost plasată acolo decât sub pretextul supravegherii electronice la bord pentru a monitoriza comunicațiile radio și telefonice. Într-un alt interviu, Bezmenov a descris o serie de metode pe care KGB le-a folosit în timpul Jocurilor, inclusiv spionajul de către jurnaliștii străini sovietici, precum și utilizarea altor personal pentru a „asigura un control mai bun împotriva unor posibile defecțiuni atletice”.

## Ultimii ani și moartea (1986–1993)
În 1989, el și soția sa au divorțat. În același an, s-a mutat la Windsor, Canada. Doi ani mai târziu, a început să predea relații internaționale la Colegiul Windsor. Moartea lui Iuri Bezmenov a fost anunțată la 6 ianuarie 1993. Potrivit ziarului Windsor Star, el a murit în urma unui „atac de cord masiv” atribuit, în parte, alcoolismului, marți, 5 ianuarie 1993.

## Moștenire
De la moartea sa, „modelul de subversiune sovietică” a fost studiat și interpretat de către facultăți și personalul de la Universitatea de Operații Speciale Comune (JSOГ) din SUA. Descrierea sa a subversiunii, a fost folosită de JSOU pentru a analiza evenimentele istorice, inclusiv războiul ruso-georgian din 2008. Prelegerile sale au fost folosite și de lectorul principal de la Yale, Asha Rangappa, pentru a ilustra conceptul de măsuri active în campaniile de dezinformare istorică din Rusia în Statele Unite.
La 19 august 2020, interviul lui Bezmenov din 1984 în care discuta despre „măsurile active” sovietice a fost utilizat în dezvăluirea la nivel mondial a jocului video Call of Duty: Black Ops Cold War.